# 鹦嘴鱼毒素
鹦嘴鱼毒素（英語：Scaritoxin）是从甲藻和海洋鱼类中的提取到的一种脂溶性神经毒素，是已发现20余种雪卡毒素（CTXs）中的一种，因此又称雪卡毒素4A（CTX4A）。其由有毒岗比亚甲藻（学名：Gambierdiscus toxicus）产生，并经过食物链传递累积到一些热带珊瑚礁鱼类中，如果人食用含有这类毒素的鱼肉，会引起西加鱼中毒症状。

## 结构与性质
鹦嘴鱼毒素是一种多环聚醚毒素，其分子结构中含有31个手性中心和一个E/Z中心。其含有的13个环通过醚键进行稠合形成一个具有刚性的阶梯状结构，使得其在酸碱和高温下都不易被破坏。

## 作用机制
鹦嘴鱼毒素是一种剧毒物质，其通过与特定细胞受体或离子通道相互作用，在各种生物系统中引起不同的影响，从而引发显著的生理变化。
鹦嘴鱼毒素的具体作用尚未明确，但其作为神经性毒素雪卡毒素的一种，和其他雪卡毒素一样能作用于Na+通道的5位点改变Na+内流，使得神经细胞过度兴奋，神经末梢不停地释放神经递质，并引起神经末端膨胀。
在豚鼠输精管上的实验表明，鹦嘴鱼毒素与平滑肌细胞内的受体或离子通道结合从而引起肌肉收缩和兴奋性增强。此外其他动物实验表明，鹦嘴鱼毒素可对自主神经系统产生影响，从而影响心跳等自主控制过程。根据其分子中存在的环戊酮结构，科学家推测其和毛地黄中含有的强心甙类物质作用机制相似。有趣的是，研究发现使用预防心律失常药物可减少鹦嘴鱼毒素引起的心脏损害，其意味着毒素有可能通过调节心脏电传导系统内的特定成分来诱发心律失常等心脏疾病。

## 毒性
鹦嘴鱼毒素在鱼内的含量与其进食食物有关，因此单个个体内毒素含量很难预测。虽然鹦嘴鱼毒素似乎对鱼本身无害，但对人来说，这种毒素既不会被酸碱和加热去除，也不能通过闻气味和品尝来鉴别，因此中毒很难预防。
小鼠腹膜内注射鹦嘴鱼毒素的LD50为50 μg/kg，表明毒素对小鼠有明显的毒性。